# ロバート・スコット
ロバート・ファルコン・スコット（Robert Falcon Scott, 1868年6月6日 - 1912年3月29日）は、イギリスの海軍軍人、探検家。南極探検家として知られ、1912年に南極点到達を果たすが、帰途遭難し、死亡した。

## 生涯
1868年、醸造業を営むジョン・エドワード・スコットの長男として、誕生。武人の家系であり、13歳で海軍兵学校に入学する。15歳で士官候補生となる。1888年、海軍大学を卒業。
1899年、少佐だったスコットは、王立地理学協会による南極探検計画を知り、隊長として参加する事を熱望する。翌年中佐に昇進し、その任にあたった。
1901年から1904年にかけて、第1回南極探検（ディスカバリー号の探検）が行われた。この際、アーネスト・シャクルトンらと共に南極点到達を目指し、残り733kmの地点まで迫っている。また、ペンギン生態観察等を行い、南極に関する多くの科学的知見を得て、高い評価を得、帰国と同時に大佐に昇進する。
1904年には、南極探検の功績に対して、王立地理学会から金メダル（パトロンズ・メダル）を贈られた。
1908年に、彫刻家のキャサリン・ブルースと結婚。1909年9月、彼の南極探検計画が発表され、同年12月には自ら予備役に転じ資金調達に奔走する。前回の南極探検は国家的プロジェクトだったが、この時の探検はその立案からスコット個人によるところが大きい。
1910年から1912年にかけて、南極探検（テラ・ノヴァ号の探検）が行われた。学術調査だけでなく、ノルウェーと人類史上初の南極点到達を競うことになる（後述）が、2着に終わり、さらに帰路1912年3月29日、死去した。43歳没。同年10月に救援隊により遺体が確認され、遺品の一部が回収された。
ロンドンのウォータールー・プレイスには、フランクリン遠征を率いての北極探検の半ばに死亡したジョン・フランクリンの銅像と並び立つように、スコットの像が建てられている。この銅像は、キャサリン夫人が製作したものである。

## テラ・ノヴァ号の探検

### 探検隊
- 隊長：ロバート・スコット海軍大佐
- 副隊長：エドワード・エヴァンズ海軍少佐
- ヴィクター・キャンベル海軍少佐
- ヘンリー・バウアーズ海軍少佐
- ローレンス・オーツ陸軍大尉
- エドワード・ウィルソン医師
- 他海軍士官7名
- 科学者8名
- 技術者4名
- エドガー・エヴァンズ（海軍）
- トマス・クリーン（海軍）
- 他普通隊員12名

- ウーズレー社製 モーター雪上車 3台
- 矮馬（ポニー） 19頭
- 犬 33頭

### 南極点到達競争の勃発

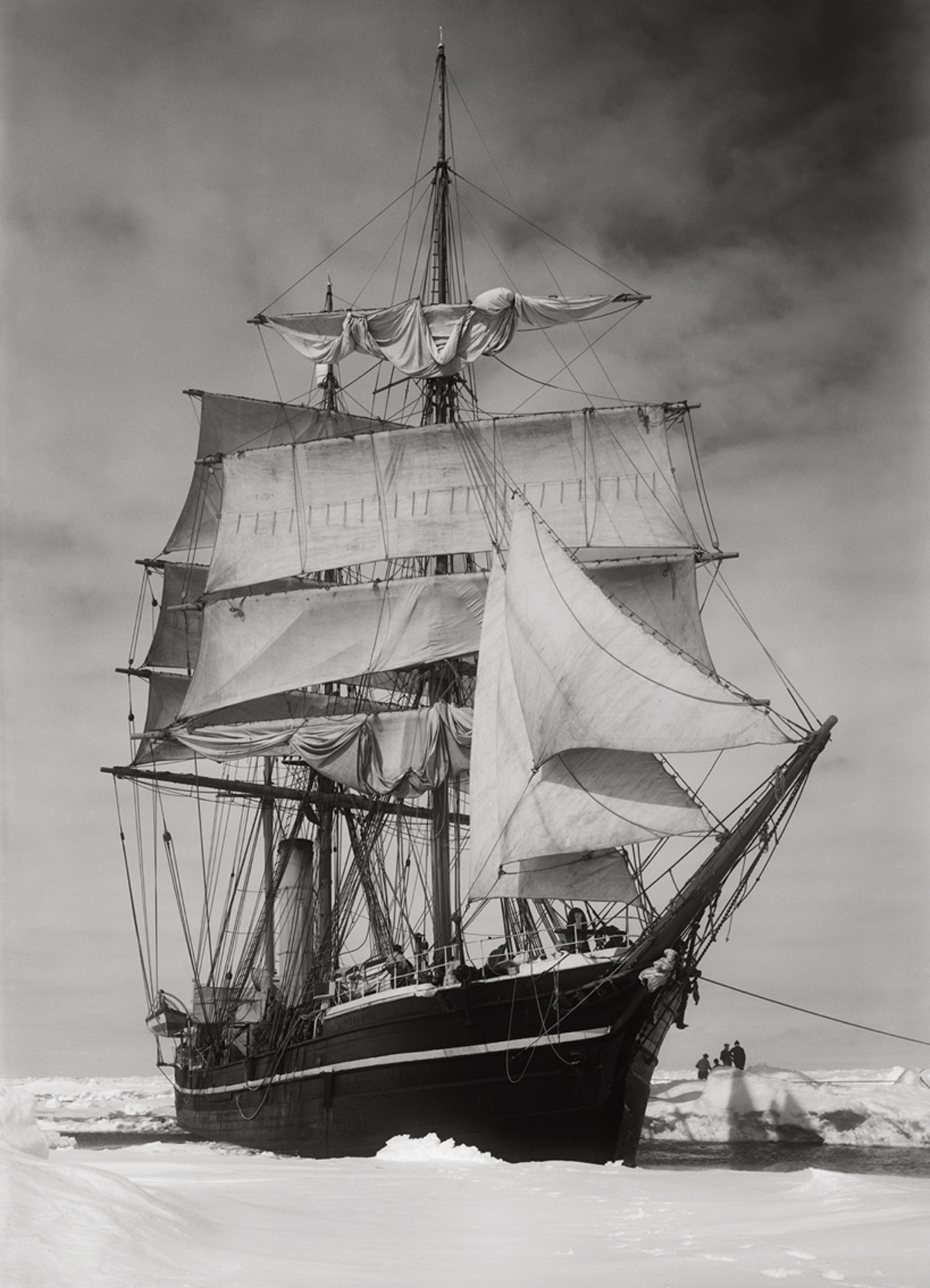
氷に閉ざされたテラ・ノヴァ号 （1910年12月） ハーバート・ポンティング撮影

1910年6月1日、スコットはテラ・ノヴァ号にて第2回南極探検に出発する。この探検には8,000名の希望者から選抜された33名の上陸隊員が参加し、南極の科学的探査を行うと共に、世界初の南極点到達を目標としていた。
同年ロアール・アムンセン率いるノルウェー隊は、北極点到達がロバート・ピアリーの米国隊により達成されたことを知り、目標を南極に変更。
10月12日、オーストラリアのメルボルンに、10月27日にはニュージーランドのウェリントンに到着。ここで、ノルウェーのアムンセン隊も南極点到達を目指すことを知る。なお、スコット本人は資金調達のため別行動を取った。両隊とも、1911年1月には南極大陸に上陸し、翌夏の南極点到達を目指し、デポ（前進基地）の建設等準備を進めた。この冬の段階で、すでに馬は10頭まで減っている。
また、ウィルソンやキャンベルを中心に学術調査も行われた。

### 南極大陸上陸

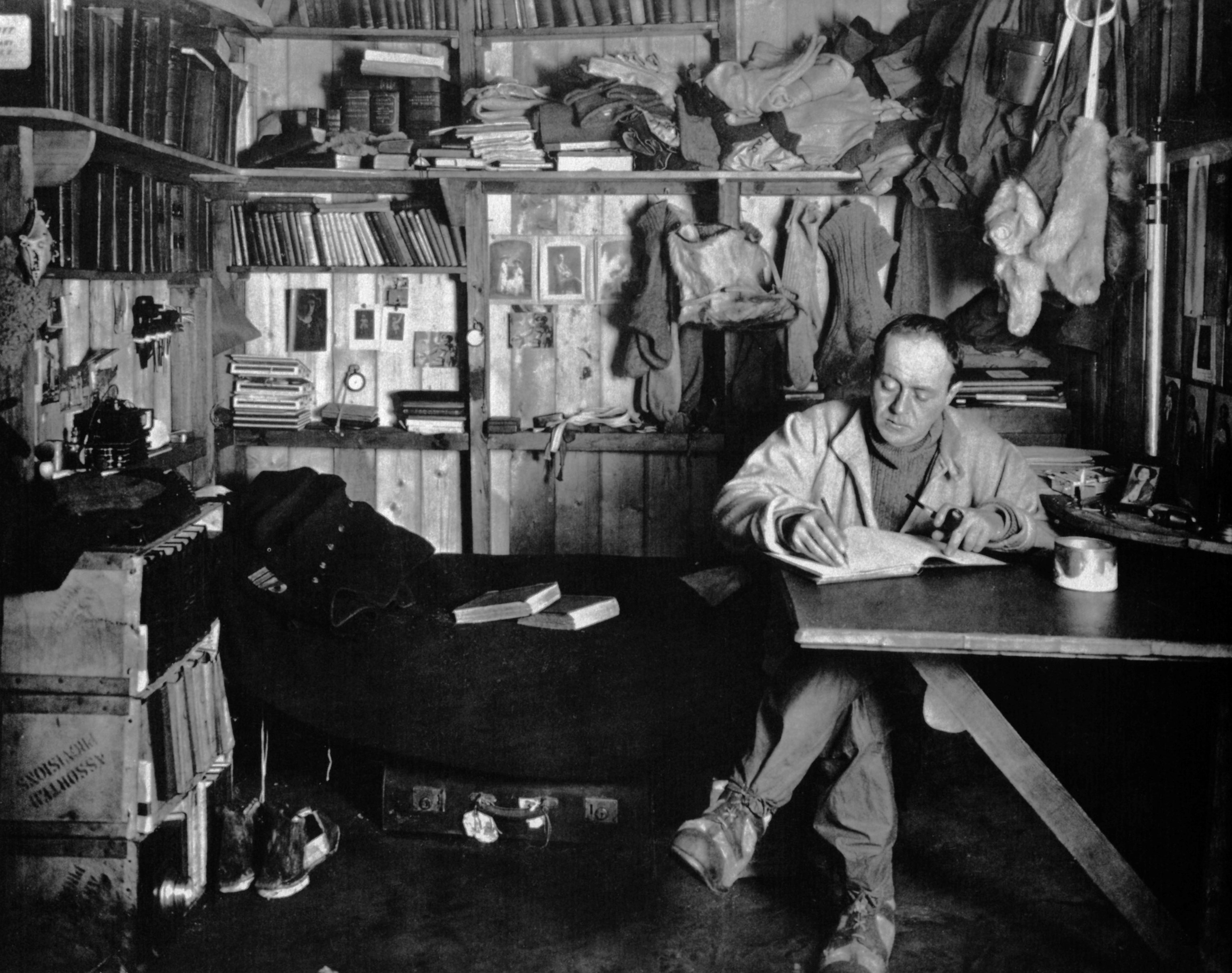
1911年

1911年10月、マクマード湾での越冬を終えたスコット隊は、エヴァンス岬（ロス棚氷）から南極点に向け出発する。雪上車2台による先発隊が10月24日、そしてロバート・スコットが率いる馬ぞりの本隊が11月1日に出発した。
しかし、これに先立つ10月19日には、より南極点に近いクジラ湾からアムンセンの犬ぞり隊も南極点を目指し出発していた。出発前にアムンセンはスコット隊の隊員と会見した時、そり犬を譲ろうと申し出ているが、イギリス側はその申し出を断っている。
スコット隊は2台の雪上車を投入したが、これはエンジン付きのそりといった代物だった。スコットの期待に反して1週間足らずで両方ともエンジンが故障し、修復不可能になってしまったため、南下は困難を極める。また、羽織っていた毛織物の防寒具が水を吸って凍り付いてしまい、体温の管理にも支障をきたす。主力の馬も寒さと疲労、餌の欠乏で次々と失い、南下のペースが徐々に鈍ってゆく。12月2日、ついに食料節約のため最後の1頭も射殺せざるを得ない状況に追い込まれ、終いには人力でそりを曳かざるを得なくなった。この時点で、4人1組で曳引するそりが3台、犬ぞりが2台となる。
12月11日、まず犬ぞり隊が帰還。同月22日に、4名が帰還した。

### 南極点到達

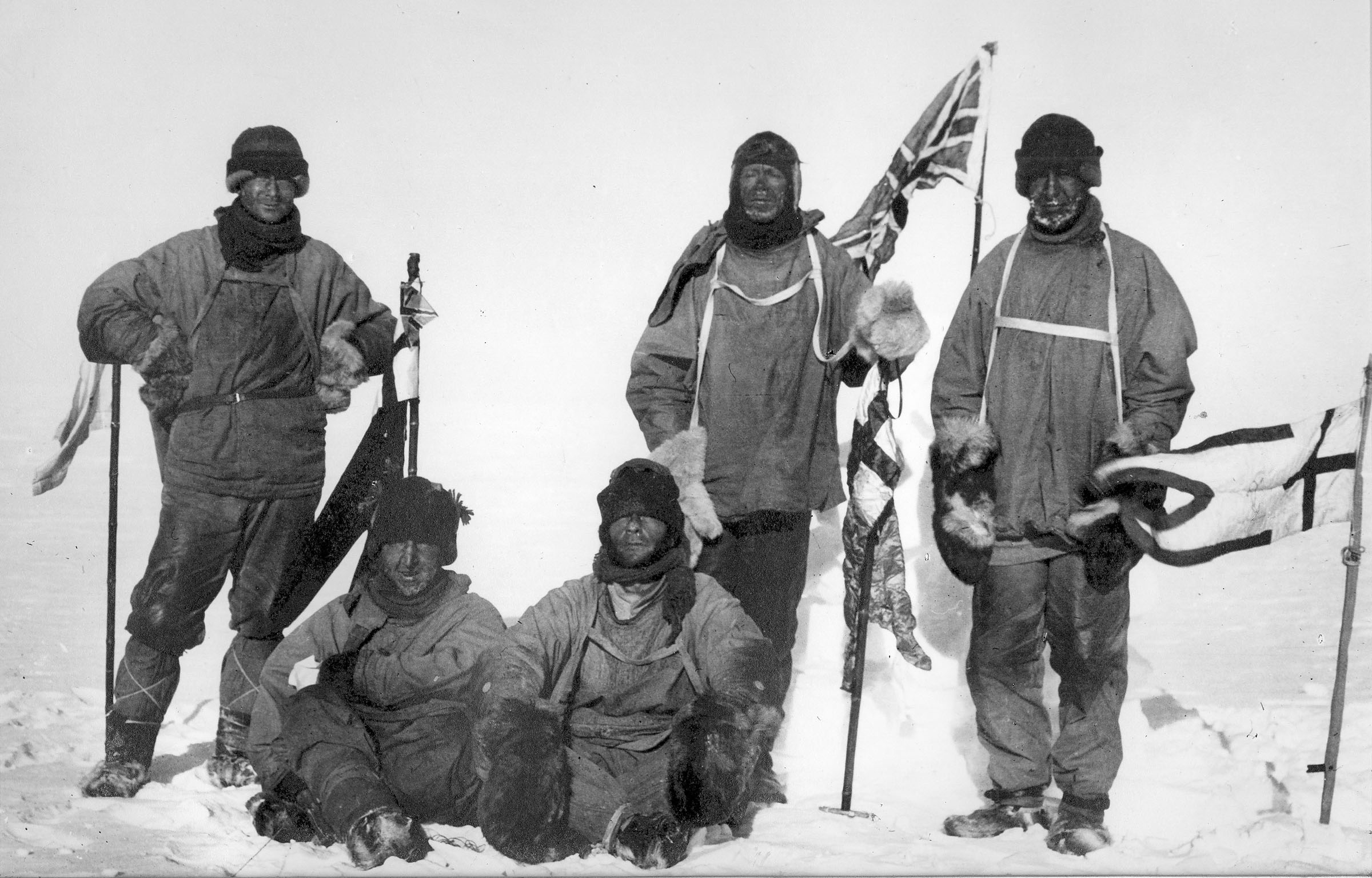
南極点到達メンバー
（後列左から）ウィルソン、スコット、エヴァンズ
（前列左から）バウアーズ、オーツ

1912年1月4日に南緯87度32分の地点でグループは分かれ、エヴァンス少佐ら3名が帰還した。最終的に南極点を目指すのはスコット、エドワード・ウィルソン、ヘンリー・バウアーズ、ローレンス・オーツ大尉、エドガー・エヴァンスの5人に絞られた。スコットが直前になってバウアーズを加え、当初の予定より1名多い。
1月9日、かつてシャクルトンが到達した南緯88度23分を越える。翌10日、最後のデポを建設。
1月17日18時30分頃、スコット達は遂に南極点に到達した。翌18日に英国国旗を立てる。しかしその時は、アムンセン隊が南極点に到達してから既に約1ヶ月も経っており、極点にはノルウェーの国旗が立てられていた。極点から3km程離れた場所にテントが設営され、食料・防寒具・手紙が置かれていた。
映画などでは劇的効果を高めるために、アムンセン隊に先を越されたことが南極点到達時に初めて判明したように描写されることが多い。しかしスコットたちはそれ以前にアムンセン隊のそりの滑走痕を視認しており、遅くとも1月16日には彼らに先を越されたことはほぼ確実であると認識していた。

### パーティーの遭難

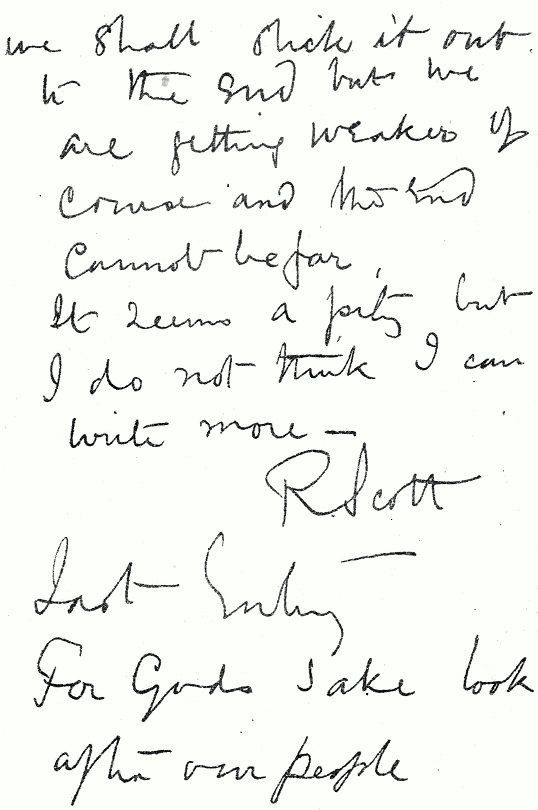
1912年3月29日、スコットの最後の日記。内容には「」と記載されている。

失望に覆われたパーティーは帰途、3月29日までに全員が死亡した。
エヴァンズの衰弱と凍傷は激しく、2月16日に最初に死亡した。
しかしこのような状況にあっても、ウィルソンを中心に標本採集を継続していた。さらに不運なことに、2月から3月としては例外的な荒天が続いた。また、前年にデポに貯蔵した燃油も、冬と夏の気温差により缶が損傷したため、著しく欠乏していた。
続いてオーツが足に重度の凍傷を負い、自らを見捨てるよう嘆願するようになった。彼が重体となった3月14日、スコットは日記に、携行していたアヘン・モルヒネの使用をウィルソンに相談したことを記した。3月17日の朝、オーツは「I am just going outside and may be some time（「ちょっと外へ出てくる」)」と言葉を残してブリザードの中、テントから出て行方不明となる。この日は、彼の32歳の誕生日でもあった。
3月21日、食料を置いたデポまであと20kmのところで猛吹雪に見舞われ、テントでの一時待機を余儀なくされる。吹雪は10日間も吹き荒れ、テントに閉じ込められたが、スコット隊の持っていた食料はたったの2日分だけだった。スコットは日記に1912年3月29日付で「我々の体は衰弱しつつあり、最期は遠くないだろう。残念だがこれ以上は書けそうにない。どうか我々の家族の面倒を見てやって下さい」と書き残し、寝袋に入ったまま、残りの3人全員がテント内で息を引き取った。
先に帰還した隊員たちは、2月末までに全員エヴァンズ岬の基地に到着した。捜索隊により3人の遺体が発見されたのは、次の夏を迎えた6ヵ月後のことだった。スコットは親友でもあったウィルソンの胸に手をかけ、もう一方の手にはブラウニングの詩集が握られていた。
テント内では、遺品の他、死の直前まで書かれた日記・地質標本等も遺されていた。特筆すべきは、南極点でアムンセン隊から委託されていた手紙である。アムンセン隊が帰途に全員遭難死した場合に備え、2着の到達者に自分たちの初到達証明書として持ち帰ることを依頼し書かれたものであった。スコット隊が所持していたことにより、アムンセン隊の南極点先達は証明され、また「自らの敗北証明を持ち帰ろうとした」としてスコット隊の名声を高めた。
スコット本人の遺書（スコットの遺族・隊員の遺族らに計12通）はイギリスの名誉に対する隊員の働きを称え、遺族への保護を訴え、キャサリン夫人に対しては、相応しい男性と出会えば再婚を勧めるという内容のものであった。
生還した探検隊員たちは、翌1913年1月22日に南極を離れ、帰国の途についた。

### 墓

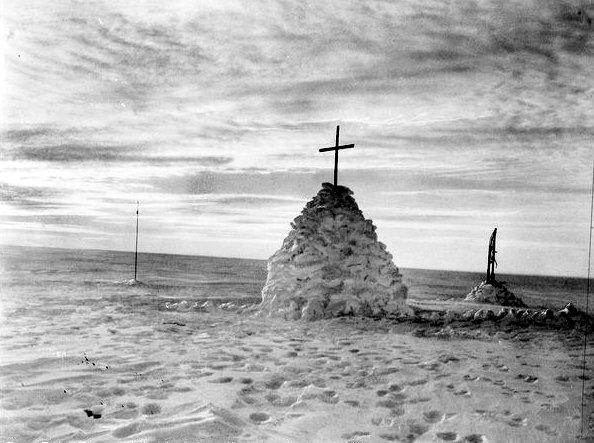
スコットとウィルソンとバウアーズの墓

スコットたち三人の墓は、1912年10月の救助隊の手によって南極の最期の地に作られた。救助隊はオーツの行方も探したが、スコットが置いたとみられる寝袋のみが見つかっただけで、最終的にオーツの遺体探索は断念している。

## 南極到達レースの敗因・遭難の原因の分析

赤：アムンセン隊、緑：スコット隊

スコット隊がアムンセン隊に敗れて遭難死した理由については、当時から数多くの者が分析を行っている。中でも、スコット率いる南極探検隊に参加し、スコットらの捜索隊にも参加したアスプレイ・チェリー＝ガラードは、スコットがアムンセンに遅れをとったことや遭難死に至ったその敗因について、以下のような分析を残している。
1. アムンセン隊は犬ぞりとスキーによる移動で南極点に到達したが、スコット隊は当初使用した雪上車と、主力とした馬による曳行がことごとく失敗し、人力でそりを曳かざるを得ず、いたずらに体力の消耗を招いた。寒冷な気候に強いとされる品種の馬を用意していたものの、馬体重が重いため雪に足をとられたり、クレバスに転落したことなどに加え、馬が生存できる耐寒温度を遥かに下回っており、馬は体力の低下とともに次々に死んでいった。
2. アムンセン隊では現地に棲息する海獣を狩るなどして携行食糧を少なめに抑え、足りなかった場合は犬ぞり用の犬も食用としている。一方、スコット隊は全ての食料を持ち運んだ。特に馬のための干草類は現地では全く入手できない上、馬の体力消耗で思いのほか早く尽きてしまった。
3. 栄養学上の問題として、スコット隊は高タンパク食を選択したがこれはカロリーを得るのに適切ではなかった。現代では高脂肪食が用いられ、6,000kcal必要な所で4,500kcalしか得られなかった。テラノバ号は1,000パイントのライムジュースを乗せていたが、依然としてビタミンなど微小栄養素を補給するのは困難だった。[5][6]
4. アムンセン隊が南極点到達を最優先として南極点への最短距離にあたるクジラ湾より出発したが、スコットは地質調査などの学術調査も重視していたために戦力を分散させ、より遠いマクマード湾より出発せざるを得なかった。
5. スコット隊の最終メンバーは43歳のスコットを筆頭として30代が中心であり、30歳未満の若い隊員はバウアーズ1人だけであった。
6. 夏期としては異例とも言える長期間の暴風雪に見舞われた。

この他にも、アムンセンは北西航路の探検時に越冬した際に地元のイヌイットから犬ぞりの使い方や毛皮を使った防寒着の作り方など、寒帯での生存術を学んでいた。さらに隊員はクロスカントリースキーが盛んなノルウェー出身だったため、スキーによる長時間の滑走にも慣れていたが、スコット隊はそのような技術や知識を持つ人間がいなかったことも要因とされる。
何よりも、スコットとアムンセンは南極探検の動機が全く異なっていた。アムンセンは子供の頃から純粋に極地探検を人生の目標としており、南極探検はあくまでもアムンセンの個人的な動機によるもので、探検の途中で重大な危機に遭遇した場合にはアムンセン自身の判断で引き返せる余地もあった。これに対し、スコットは大英帝国の威信をかけた国家事業の代表者として選ばれ、国家の期待を一身に背負って南極探検に臨んでいた。そのため、失敗しても失うのは極地探検家の面目だけの気楽なアムンセンと異なり、スコットは探検の初期の段階で雪上車の故障や馬の全滅といった想定外の危機に見舞われても、国家の期待に背いて引き返すことを潔しとせず、職業軍人としてのプライドもあって、そのまま死へと向かって前進を続ける以外に選択肢がなかったとも言える。

### 防寒服

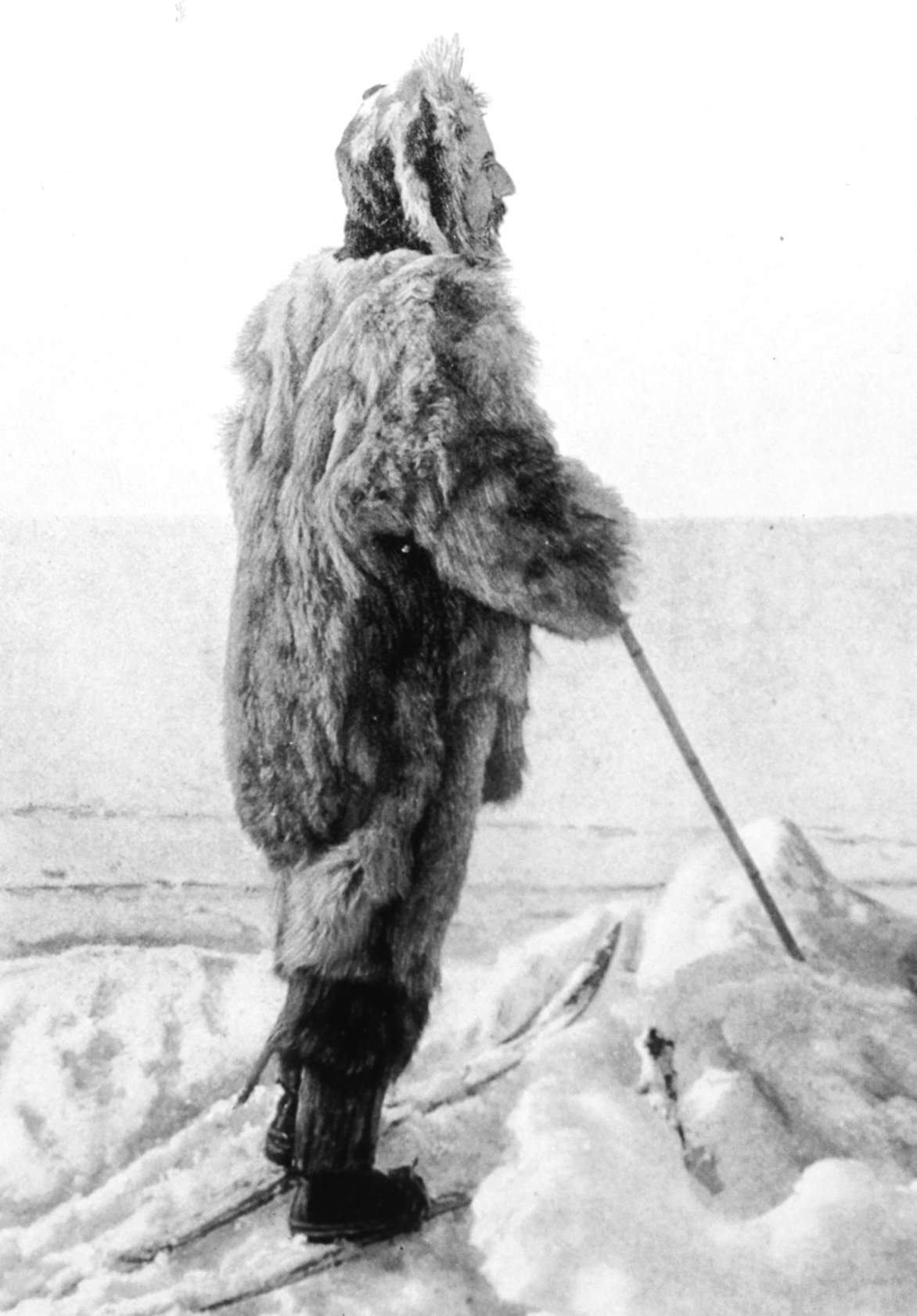
毛皮の防寒着を着たアムンセン

両者の防寒服はバーバリー社が開発したギャバジンをベースにしたものだが、ギャバジン自体には防寒性が無い事から防寒素材が組み合わされることとなった。この選択で、アムンセン隊の防寒服はイヌイットの伝統に基づきアザラシの毛皮などで作られたのに対し、スコット隊の服は牛革を重ねた形状の防寒服であった。
通常の環境下なら防寒性能に大差は無い素材だったが、水上で生活するアザラシに比べて牛革は耐水および撥水性が劣っている事が致命傷となり、スコット隊の防寒服は汗などの体から出る水蒸気を吸い込み氷結し防寒機能を喪失した。その結果、スコット隊の隊員の体温は次第に奪われていき、最後は保温の役目をほとんど果たしていなかったとも考えられている。

### 輸送手段
南極の最深部の気候はスコットの想定を遥かに超えており、1トンの荷物を曳ける大型馬に至ってはデポ（前進基地）を設置するための往路の段階で次々に喪失しているなど、彼の用意した装備は南極の気候に耐えられなかった。犬ぞりはアムンセン隊もスコット隊も用いていたが、アムンセン隊の犬はスコット隊の3倍以上にあたる116頭を投入していたほか、スコット隊の犬ぞりは極めて限定的な補助用途であった。
前回（1901年）の南極探検にて、スコットは訓練不足の犬が使い物にならなかった反省として、荷物の移動手段を馬と機械に頼った。これが仇となり、両方とも途中で使い物にならなくなった結果、最終的に人力が主体となってしまった。ただし、人力を主体とすることが必ず失敗につながるわけではなく、事例としてノルウェーのフリチョフ・ナンセンは1888年から1889年にかけてのグリーンランド横断の際に、2ヶ月間もの間を人力でそりを引き、5人の隊員を一人として欠くことなく探検を成功させている。
当初、南極点到達隊は4人の予定で資材・食料などを計画していたが、スコット自身の判断で土壇場で5人にしたことも影響を与えたのは否めない。1人の増加とはいえ4人用テントでの十分な休息は困難となり、荷物の増加に伴い移動時間も増大するなど、探検の末期にはその悪影響が甚大であった。これは、1人でも多くの隊員に南極点到達の栄誉を分け与えたいというスコットの情によるものと考えられているが真相は不明である。最終的にはスコット隊と同数（ただし、アムンセンの場合は8人から減らした結果の5人）で南極点を目指したアムンセンは、資材の重量増より隊員の休息を優先し、3人用のテントをカスタマイズして5人が十分休息できるテントを作っていた。

### 移動コース
スコット隊のルートは約1,500kmと南極点までは若干長距離であるものの、大部分がシャクルトンなどこれまで数次のイギリス探検隊により踏破済みのルートで、地形やコースコンディションなどはほぼ把握されており、未知の部分は全体の約1割の155kmに過ぎず、リスクは比較的低いと見られていた。一方、アムンセン隊が選択したルートは直線距離こそ若干短いものの、約1,150kmの全行程が未踏破であるどころかベースキャンプを設置する上陸地点からしても、誰も上陸したことがなかったという文字通り手探り状態からのスタートであった。
結果として、アムンセン隊のコースは比較的平坦なコースでデポの設置も滞り無く行えるなど、本来の位置にデポを設置できなかったスコット隊と対照的な結果となった。しかし、スタート時点ではその事実は判明しておらず、コースの状況次第では大回りもしくは探検中止を余儀なくされていたか、スコット隊と同じく何らかのアクシデントにより遭難していた可能性すらあった。このため、単純に距離の長短をもってスコット隊が不利だったと判断できないという意見もある。

### 学術調査
純粋に南極点到達だけを目指したアムンセン隊と違い、スコット隊は学術的に大きな価値を持つもの（南極がかつてゴンドワナ大陸の一部だったことの証拠であるグロッソプテリスの化石など）が含まれていたとはいえ、35ポンド（約16kg）におよぶ標本を最後まで手放さずに持ち帰ろうとしていた。その分、スコット隊の隊員たちが運ばなければならない荷物の重量はより増加していた。

### リーダーシップ

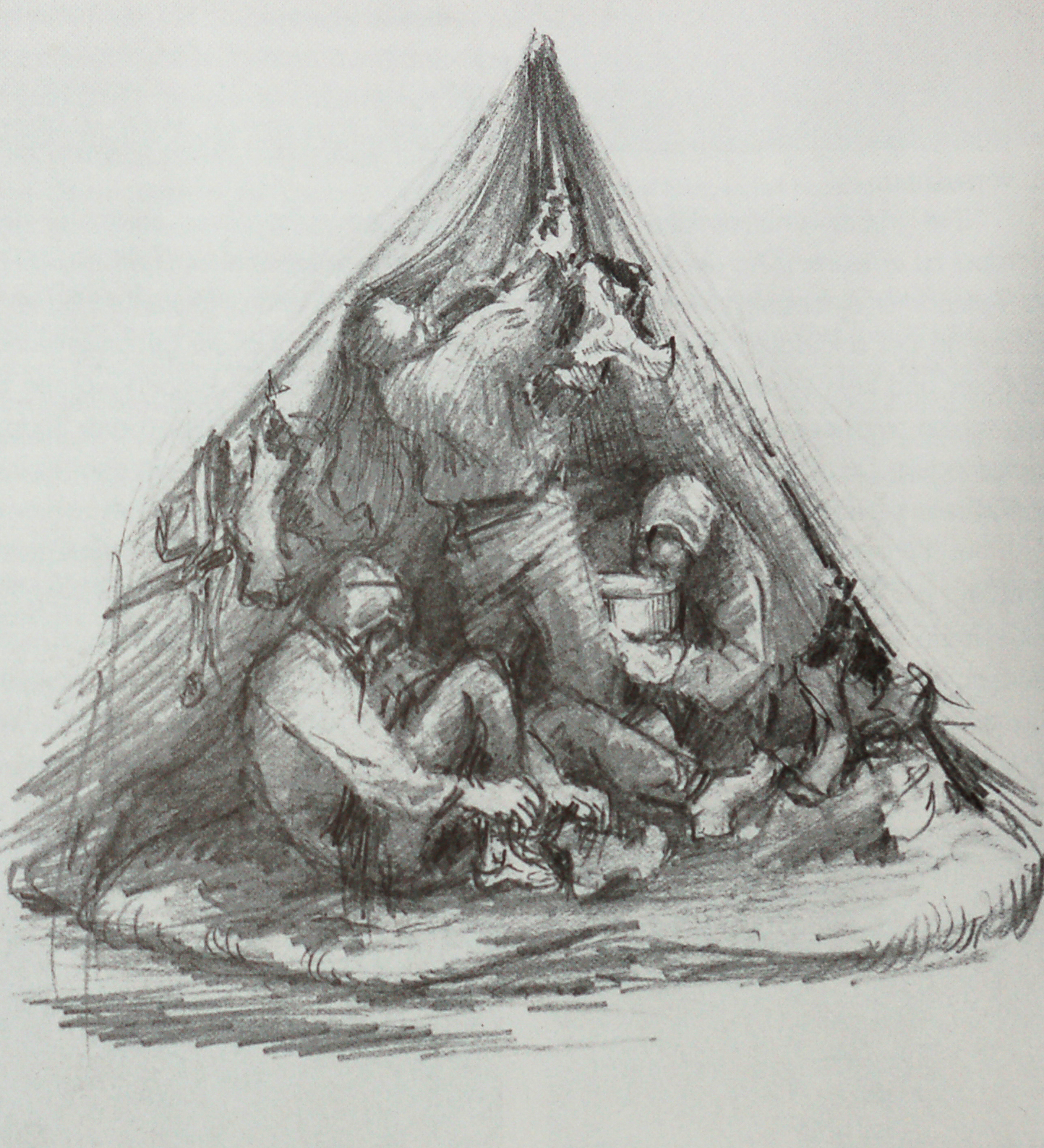
ウィルソンのスケッチによるテント内の様子

西堀栄三郎は、両者の生い立ちや隊の運営の仕方にも原因があることを指摘している。
アムンセンは少年の頃から極地探検家（当初は北極だった）になることを夢見て必要となる準備を進めてきた。一方のスコットは、南極探検の計画者である王立地理学協会長のクレメンツ・マーカム卿によって隊長に抜擢された。その理由はスコットがたまたまマーカム卿の従兄弟と同じ海軍の部隊に所属していたからで、いうなればスコットの極地探検はマーカム卿によりお膳立てされていたものであった。このことから、南極行きを志した時点で既に両者の間に「心構え」の差ができていたと指摘している。
また、アムンセンは隊員の自主性を尊重するチームワークで運営したことに対し、スコットはイギリス海軍式の階級制度を取り入れた運営だった点も指摘している。アムンセンは隊員らに装備品の改良の提案を募集するなどし、隊員全員が参画意識を持って自主的に一つの目的に向かえるよう配慮した。スコットの場合は、階級制度による上意下達的な隊の運営が隊員の士気にも影響し、細心の注意を払うことができなかったものと推測している。西堀は、「仕事というものは自らが強い『やる気』をもってやるのでなければ、『細心の注意で』など決してできるものではない」と自らの南極体験から指摘している。
アムンセンは、自らが常に平常心を持って決断して行動できるように「行ってみて無理ならば引き返せばいい」というような楽観的態度を心がけた。スコットの場合は南極点到達がアムンセンに先を越されたときに帰途の不安をのぞかせているが、リーダーが少しでも不安顔をのぞかせるとそれが隊員にも伝播して隊員の不安を募らせ、平常心を失って重要なときに物事の判断を誤らせることになったと指摘している。